# Osteon

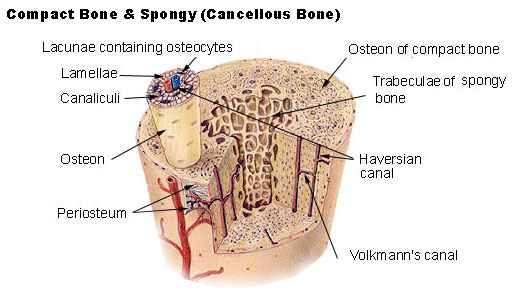
Osteonen in compact been

Een osteon of systeem van Havers (naar de Britse arts Clopton Havers) is een systeem van concentrische lamellen van osteocyten die de te grote gaten van osteoclasten opvullen. Compact bot is opgebouwd uit osteonen.
Osteoclasten graven door bot heen om bloedvaten aan te kunnen leggen. Een hoofdbloedvat wordt een kanaal van Havers genoemd en een dwarsverbinding wordt een kanaal van Volkmann genoemd, naar de Duitse arts Alfred Wilhelm Volkmann (1800-1877), hoogleraar in de anatomie en fysiologie te Halle. De kanalen van Havers zijn dus onderling met elkaar verbonden via de kanalen van Volkmann. Deze lopen haaks op de kanalen van Havers en verbinden de bloedvaten met elkaar en met het periost. 
Osteoclasten graven echter een veel te groot gat. Om de verloren ruimte op te vangen worden osteonen, concentrische lamellen van osteocyten, afgezet.
In de grote, door osteoclasten uitgegraven kanalen worden lamellen van buiten naar binnen aangelegd. Jonge osteonen hebben dus een breder centraal kanaal dan oudere.